# Liste der Bodendenkmäler in Kleinlangheim
Auf dieser Seite sind die Bodendenkmäler in dem unterfränkischen Markt Kleinlangheim zusammengestellt. Diese Tabelle ist eine Teilliste der Liste der Bodendenkmäler in Bayern. Grundlage ist die Bayerische Denkmalliste, die auf Basis des Bayerischen Denkmalschutzgesetzes vom 1. Oktober 1973 erstmals erstellt wurde und seither durch das Bayerische Landesamt für Denkmalpflege geführt wird. Die folgenden Angaben ersetzen nicht die rechtsverbindliche Auskunft der Denkmalschutzbehörde.

## Bodendenkmäler in Kleinlangheim
| Lage             | Objekt                                                                                      | Akten-Nr.     | Bild |
| ---------------- | ------------------------------------------------------------------------------------------- | ------------- | ---- |
| (Standort)       | Merowingerzeitliches Reihengräberfeld mit Körper- und Brandgräbern.                         | D-6-6227-0047 |      |
| (Standort)       | Brandgräber der mittleren Latènezeit, Brandgräber und Körpergräber der römischen Kaiserzeit | D-6-6227-0048 |      |
| (Standort)       | Archäologische Befunde des frühen, hohen und späten Mittelalters sowie der frühen Neuzeit   | D-6-6227-0049 |      |
| (Standort)       | Siedlung der Bronzezeit.                                                                    | D-6-6227-0051 |      |
| (Standort)       | Siedlung der Urnenfelderzeit.                                                               | D-6-6227-0052 |      |
| (Standort)       | Gemauertes Gewölbe einer neuzeitlichen Wasserleitung.                                       | D-6-6227-0053 |      |
| (Standort)       | Körpergräber vor- und frühgeschichtlicher Zeitstellung.                                     | D-6-6227-0054 |      |
| (Standort)       | Siedlung der Hallstattzeit sowie der jüngeren Latènezeit.                                   | D-6-6227-0055 |      |
| (Standort)       | Brandgräber der Urnenfelderzeit.                                                            | D-6-6227-0056 |      |
| (Standort)       | Bestattungsplatz mit Grabhügeln mit Funden der Hallstattzeit und der frühen Latènezeit.     | D-6-6227-0058 |      |
| Haidt (Standort) | Mittelalterlicher Burgstall „Stephansberg“.                                                 | D-6-6227-0060 |      |
| Haidt (Standort) | Körpergräber der Bronzezeit.                                                                | D-6-6227-0061 |      |
| (Standort)       | Körpergräber des Mittelalters.                                                              | D-6-6227-0079 |      |
| (Standort)       | Archäologische Befunde der frühen Neuzeit im Bereich der Kath. Filialkirche St. Kilian      | D-6-6227-0151 |      |